# Kulosaari (ö i Södra Savolax, S:t Michel, lat 61,94, long 26,57)
Kulosaari är en ö i Finland. Den ligger i sjön Puula och i kommunen Kangasniemi i den ekonomiska regionen  S:t Michel och landskapet Södra Savolax, i den södra delen av landet, 210 km norr om huvudstaden Helsingfors. Öns area är 2,8 hektar och dess största längd är 270 meter i sydöst-nordvästlig riktning.